# Inna lillah wa inna ilayhi raaji'uun
Inna lillah wa inna ilayhi raaji'uun (transcription de l'arabe إِنَّا لِلَّٰهِ وَإِنَّا إِلَيْهِ رَاجِعُونَ) est une formule islamique prononcée lors d’un décès. Elle peut se traduire par C'est à Allah que nous appartenons et c'est à Lui que nous retournons. La formule est tirée de la sourate Al-Baqara, verset 156.